# Combate de Cancha Rayada (1814)
El combate de Cancha Rayada, también conocido como desastre de Cancha Rayada, ocurrió el 29 de marzo de 1814, durante la guerra de Independencia de Chile en el periodo de la Patria Vieja. Este acontecimiento no debe ser confundido con la batalla de Cancha Rayada, también conocida como desastre o sorpresa de Cancha Rayada, sucedida el 19 de marzo de 1818, en el periodo de la Patria Nueva. 
El enfrentamiento tuvo lugar cerca de Talca. En la mañana de dicho día, las fuerzas patriotas al mando de Manuel Blanco Encalada atacaron la ciudad que estaba en poder realista, al mando del guerrillero Ángel Calvo, quien era un hacendado chileno que se pasó al bando realista en el sitio de Chillán.
Al principio, Blanco Encalada se presentó en Quechereguas, ubicado en el sureste de Lontué, donde recibió una nota de Calvo comunicándole que le dijeran dónde llevar a cabo el enfrentamiento militar. Al día siguiente, Blanco Encalada le señaló el mismo sitio de Quechereguas. Enseguida marchó hasta el norte de Talca. Por aclamación de sus oficiales, Blanco Encalada intimó la rendición del pueblo, pero Calvo negó y los patriotas acometieron. El ataque pareció en un comienzo ser exitoso, pero refuerzos realistas llevaron a Blanco Encalada a retroceder hasta Cancha Rayada, lugar donde intentó hacer frente a la división que se acercaba. Para su desgracia, un gran número de oficiales y varios jefes de cuerpos emprendieron la fuga en dirección a Santiago. Los restantes oficiales patriotas intentaron reagruparse, pero cayeron prisioneros junto con un grupo de soldados.
En un cuarto de hora 450 realistas dispersaron a 1400 soldados patriotas, tomando 300 prisioneros, víveres, municiones y cañones.